# Langnasenfledermaus
Die Langnasenfledermaus (Choeronycteris mexicana) ist eine Fledermausart aus der Familie der Blattnasen (Phyllostomidae), welche in Zentralamerika beheimatet ist. Sie ist die einzige Art ihrer Gattung.
Der Gattungsname ist eine Kombination aus den griechischen Wörtern choiros (Schwein) und nykteris (Fledermaus). Der Artname bezieht sich auf das Hauptverbreitungsgebiet Mexiko.

## Merkmale
Die Langnasenfledermaus ist eine mittelgroße Fledermausart mit einem Gewicht von 10 bis 20 g. Das Fell ist gräulich-braun, wobei der Bauch heller als der Rücken ist. Die Ohren sind von einem hellen grau, während die Flughaut dunkelgrau ist und etwas hellere Spitzen aufweist.
Wie alle Vertreter der Blütenfledermäuse besitzt auch sie eine verlängerte Schnauze und wie die meisten Vertreter der Blattnasen ein auffälliges Nasenblatt, welches bei dieser Art 5 mm lang ist.
Die oberen Schneidezähne sind winzig und durch eine Lücke getrennt, während die unteren Schneidezähne komplett fehlen. Dies erlaubt es der Fledermaus, die Zunge durch eine Art Kanal auszustrecken. Die Kanten und die Spitze der Zunge ist mit borstenartigen Papillen versehen. Diese erleichtern der Fledermaus die Aufnahme von Nektar aus Blütenkelchen. Mit 77 mm ist die Zunge der Langnasenfledermaus einer der längsten unter den Fledermäusen.

## Verbreitung

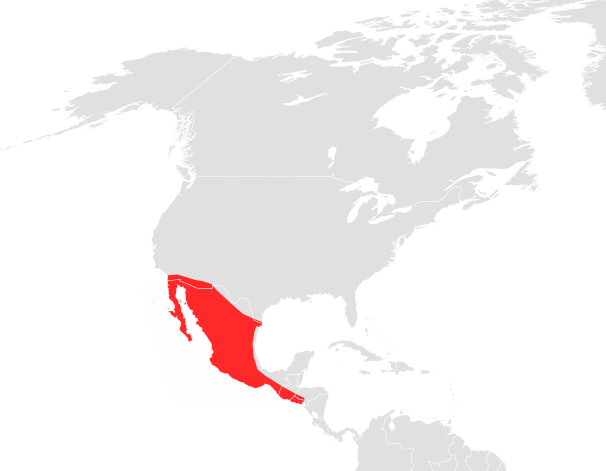
Verbreitungsgebiet der Langnasenfledermaus

Die Verbreitung der Langnasenfledermaus reicht vom Süden Arizonas über Mexiko und Guatemala bis Honduras. Ihr Bestand wird von der IUCN als potentiell gefährdet eingestuft, da die Art wahrscheinlich von Agaven abhängt und in den letzten Jahren die Populationen um 30 % zurückgegangen sind.

## Lebensweise
Der Lebensraum der Langnasenfledermaus erstreckt sich über trockene Buschlandschaften bis hin zu tropischen Wäldern. Wie die meisten Fledermäuse ist auch diese Art nachtaktiv. Sie ernährt sich hauptsächlich von Nektar und Pollen, frisst jedoch auch Früchte und Insekten.
Die Langnasenfledermaus ist ein wichtiger Bestäuber verschiedener Kakteenarten, sowie der Agave. Zudem trägt die Art maßgeblich zur Verbreitung von Kaktussamen bei.

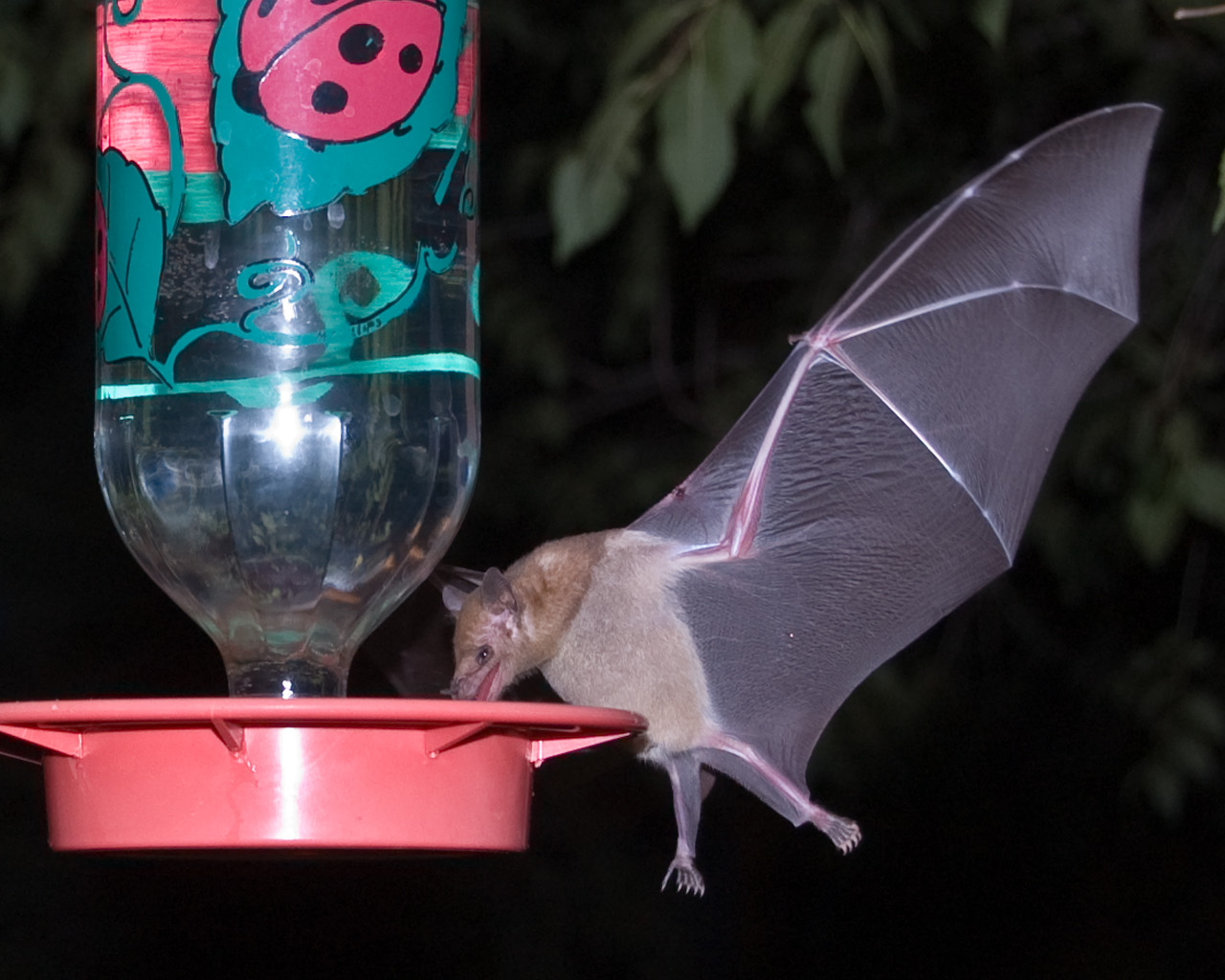
Langnasenfledermaus an einer Futterstation für Kolibris

Tagsüber hängt die Langnasenfledermaus in schwach beleuchteten Bereichen von Höhlen und verlassenen Minen. Für Fledermäuse unüblich halten die Tiere dabei innerhalb der Gruppen einen individuellen Abstand von 2 bis 5 cm zueinander. Langnasenfledermäuse hängen dabei meistens mit nur einem Fuß von der Decke, damit sie sich um bis zu 360° drehen und Eindringlinge rasch sehen zu können. Die Tiere gelten als sehr wachsam und können leicht gestört werden.